# Dhupchanchia
Dhupchanchia är ett underdistrikt i Bangladesh. Det ligger i den nordvästra delen av landet, 180 km nordväst om huvudstaden Dhaka.
Trakten runt Dhupchanchia består till största delen av jordbruksmark. Runt Dhupchanchia är det mycket tätbefolkat, med 1 056 invånare per kvadratkilometer.